# Beltheim
Beltheim település Németországban, Rajna-vidék-Pfalz tartományban. Lakosainak száma 1963 fő (2023. december 31.). Beltheim Gödenroth, Roth és Braunshorn községekkel határos.

## Népesség
A település népességének változása:
| Lakosok száma | 1729 | 1951 | 1938 | 1971 | 2001 | 1963 |
|               | 1975 | 2017 | 2019 | 2021 | 2022 | 2023 |